# Хараріх
Хараріх (д/н — 509/510) — король салічних франків в Тонгерені (або Аррасі).

## Життєпис
Походив з династії Меровінгів. Про батьків нічого невідомо. Знано, що був стриєчним братом короля Хлодвіга. Правив ймовірно в Тонгерені, де була потужна фортеця (за іншими версіями це були Аррас або Булонь, що більш сумнівно). Ймовірно також тримав владу над Токсандрією. У 484 році уклав союз з Хлодвігом проти галло-римського правителя Сіагрія, втім у битві при Суасонні не брав участь, споглядаючи, хто переможе. Після поразки Сіагрія на чолі своїх військ Хараріх кинувся грабувати військовий табір переможеного. За іншою версією Хараріх дотримувався нейтралітету й ще раніше відмовився долучатися до союзу з Хлодвігом.
Про панування Хараріха нічого невідомо. Напевне після знищення Камбрейського королівства франків на чолі із Рагнахаром близько 491 року, Хлодвіг вирішив захопити землі Хараріха. Хлодвіг хитрістю захопив Хараріха в полон і наказав обстригти йому і його синові волосся. Довге волосся у Меровінгів були атрибутом влади: це позбавляло Хараріха королівської гідності й прав на трон. Хараріх став священиком, а його сина було висвячено на диякона. Пізніше батько і син планували знову відростити волосся і помститися Хлодвігу, але той наказав їх вбити. Ймовірно після посвяти у священники Хлодвіг захопив володіння Хараріха, а того вбив, щоб надалі не мати законного претендента на ці землі. Точна дата цих подій невідома. Ймовірно постриг відбувся між 491 та 496 роками, а страта короля Хараріха й сина у 509 або 510 році. В результаті Хлодвіг зумів об'єднати усі землі салічних франків.